# O.S.T.R.
Adam Andrzej Ostrowski (Łódź, 15 mei 1980), beter bekend onder zijn artiestennaam O.S.T.R., is een Pools rapper en muziekproducent die bekendstaat om zijn freestyle rap skills. Hij studeerde af op het conservatorium van Łódź met als instrument viool.
O.S.T.R. is een 'undergroundrapper' die meestal nummers uitbrengt in samenwerking met andere artiesten. Hij heeft een studio in Amsterdam en is in Nederland bekend door zijn samenwerking met onder andere Slums Attack, Joe Kickass en Grubson.
Ostrowski is getrouwd en heeft een zoon.
- International Standard Name Identifier: 0000 0001 1174 8098
- MusicBrainz: 99acd557-c4e2-4086-9be9-85f57184dadc
- Virtual International Authority File: 162569422